# Kalnik (općina)
Kalnik je općina u Hrvatskoj, u Koprivničko-križevačkoj županiji.

## Stanovništvo
Po popisu stanovništva iz 2001. godine, općina Kalnik imala je 1611 stanovnika, raspoređenih u 8 naselja:
- Borje – 149
- Kalnik – 418
- Kamešnica – 220
- Obrež Kalnički – 176
- Popovec Kalnički – 107
- Potok Kalnički – 212
- Šopron – 174
- Vojnovec Kalnički – 175

| broj stanovnika | 1868  | 1925  | 2071  | 2375  | 2566  | 2740  | 2601  | 2738  | 2696  | 2695  | 2698  | 2458  | 2200  | 1929  | 1611  | 1351  | 1154  |
|                 | 1857. | 1869. | 1880. | 1890. | 1900. | 1910. | 1921. | 1931. | 1948. | 1953. | 1961. | 1971. | 1981. | 1991. | 2001. | 2011. | 2021. |

| broj stanovnika | 519   | 536   | 648   | 680   | 760   | 818   | 813   | 798   | 744   | 749   | 734   | 645   | 621   | 530   | 418   | 325   | 287   |
|                 | 1857. | 1869. | 1880. | 1890. | 1900. | 1910. | 1921. | 1931. | 1948. | 1953. | 1961. | 1971. | 1981. | 1991. | 2001. | 2011. | 2021. |

## Uprava
Dražen Car, predsjednik, vijećnici: Valent Nemec HSS, Marica Radić HSS,
Vilim Čuklić HSS, Predrag Bedenic HSS, Stjepan Koretić HDZ, Željko Car SDP, Mladen Kešer (nezavisna lista M.K.) , Igor Tomić (NL M.K), Željko Kuntić NL M.K),  Stjepan Slavečki (nezavisna lista F.T)

## Spomenici i znamenitosti
- Stari grad Veliki Kalnik
- Crkva sv. Brcka
- Crkva sv. Andrije u Kamešnici
- Kapela sv. Križa u Obrežu Kalničkom
- Kapela sv. Martina u Vojnovcu
- Kaštel u Kamešnici
- Nekropola Breg u Popovcu

## Kultura

### Oda Kalniku
Kaj je Belin grad
Sprem hižice naše sad,
Kaj je Triglav, kaj Planlca
Kalnik to je mala švica,
Kaj Velebit, Ravna gora,
Sikut fest se penjat mora.
Sav se zmučiš i preznojiš,
Na nogama komaj stojiš,
Truden kaj da cel' dan oreš,
A kaj lepšega videt moreš,
Nek s Kalničke naše gore,
Kam se saki spenjat more...
Zora Oštrić Križevčanka (1935.)

## Poveznice
- Planina Kalnik

## Vanjske poveznice
- Službene stranice Općine Kalnik: